# SNLE 3G
Les SNLE 3G (pour 3e génération) sont les sous-marins nucléaires lanceurs d'engins (SNLE) destinés à remplacer à compter de 2035, les sous-marins de classe Le Triomphant actuellement en service dans la Force océanique stratégique de la Marine nationale française. Ces derniers avaient eux-mêmes remplacé à partir de 1996 la classe Le Redoutable qui représentait la première génération.

## Historique
La ministre des Armées Florence Parly a annoncé le 19 février 2021 la notification d'un marché de conception, d'une durée de cinq ans, à Naval Group et à Technicatome, maîtres d'œuvre. Le coût du programme est secret défense.
Des études préliminaires ont été menées, sous l'acronyme de FMOD (futur moyen océanique de dissuasion).
La construction du premier des SNLE 3G a débuté en mars 2024 aux chantiers de Naval Group à Cherbourg, la mise en service du premier sous-marin en 2035 et du quatrième et dernier en 2050. Il est prévu qu'il reste en service jusqu'en 2090.

## Caractéristiques
Les SNLE 3G emporteront chacun, dans leurs 16 tubes, une version améliorée du missile balistique M51 actuellement en service, au lieu d'un nouveau type de missile balistique, dans le but de limiter les coûts de développement. Ils auront un tonnage équivalent à celui de la classe Le Triomphant, afin d'éviter de modifier les infrastructures de l'île Longue.
Le développement d'un sonar destiné à ces sous-marins est confié à la branche « Underwater Systems » du groupe Thales. Le réacteur nucléaire sera probablement une évolution du K15.
|           |
| Modèle 3D |

|                        |
| Rotation du modèle 3D. |